# Projet de transmission de l'énergie renouvelable de Tehachapi

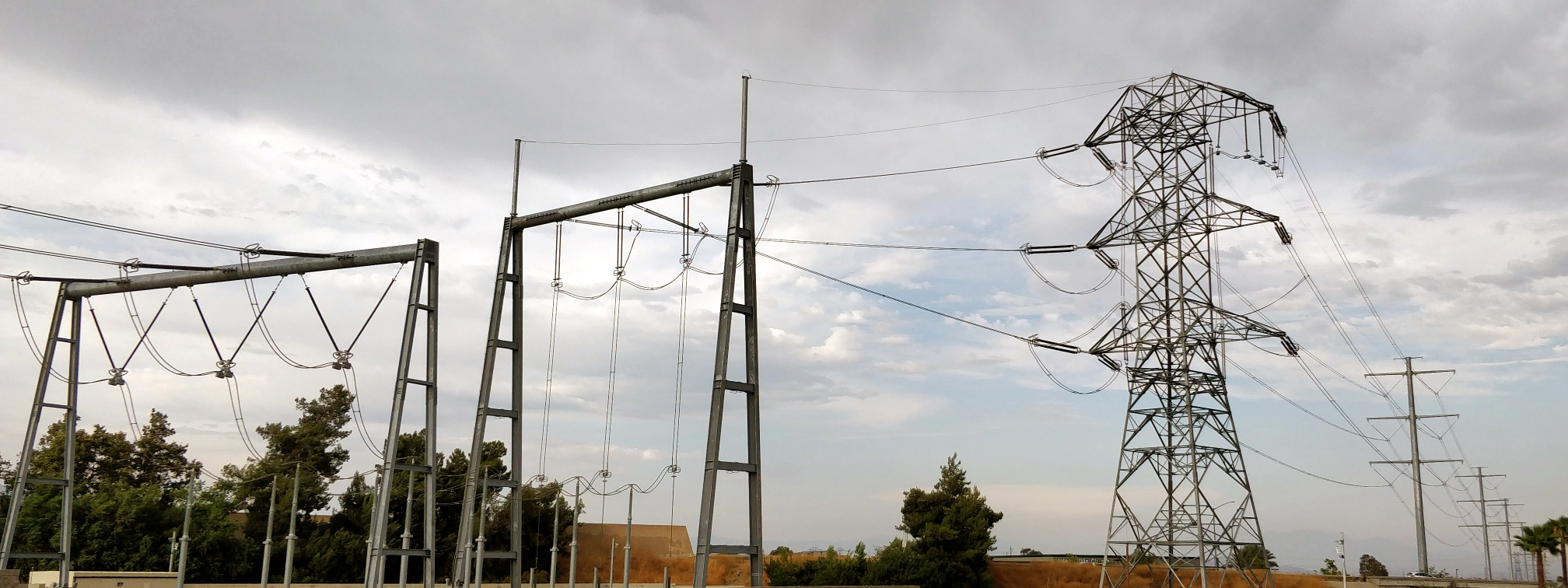
La ligne électrique de 500 kV du projet de transmission renouvelable de Tehachapi (Southern California Edison). Montré sur la photo est la transition orientale

Le projet de transmission de l'énergie renouvelable de Tehachapi (Tehachapi Renewable Transmission Project) est un projet de construction d'une série de nouvelles lignes électriques à haute tension et de mise à niveau de lignes existantes pour le transport de l'électricité des parcs éoliens et d'autres unités de production au nord de Los Angeles et du comté de Kern (à l'est), en Californie. Le projet est développé par la Southern California Edison. Les travaux ont commencé le 7 mars 2008. Lorsqu'il sera achevé en 2013, le réseau de transport aura une capacité de 4 500 mégawatts, soit l'électricité pour 3 millions de foyers.